# Ivan Bukavshin
Ivan Aleksandrovich Bukavshin (tiếng Nga: Иван Александрович Букавшин; 3 tháng 5 năm 1995 – 12 tháng 1 năm 2016) là một đại kiện tướng cờ vua người Nga.

## Sự nghiệp
Bukavshin là nhà vô địch trẻ châu Âu các lứa tuổi U12 năm 2006, U14 năm 2008 và U16 năm 2010.
Năm 2013, anh đồng điểm vô địch với 10 kỳ thủ khác tại Giải cờ vua Tưởng niệm Chigorin ở Sankt Peterburg (xếp hạng 10 chung cuộc khi so sánh chỉ số phụ). Năm tiếp theo, anh lại đồng hạng nhất với Ivan Ivanišević tại giải này khi đạt được 7,5/9, tuy nhiên xếp thứ hai do kém hệ số phụ. Bukavshin vô địch trẻ nước Nga (lứa tuổi U-21) hai năm liền 2014 và 2015.
Tháng 4 năm 2015, anh độc chiếm vị trí thứ ba tại Giải cờ vua Aeroflot mở rộng ở Moskva, xếp sau Ian Nepomniachtchi và Daniil Dubov. Sau đó, vào tháng 7, Bukavshin đồng hạng nhất với Vladislav Artemiev và Alexander Motylev, xếp thứ ba sau khi xét hệ số phụ, tại Giải vô địch Nga (vòng loại) ở Kaliningrad và giành quyền tham dự vòng chung kết của Giải vô địch cờ vua Nga. Tại giải vô địch anh đạt 5/11. Bukavshin có suất tham dự Cúp cờ vua thế giới 2015 nhờ thành tích tốt tại Giải vô địch cờ vua cá nhân châu Âu 2015. Tuy nhiên ở Cúp thế giới anh bị Sergei Zhigalko loại ngay từ vòng một sau khi thua cờ nhanh. Tháng 12 năm 2015 tại Khanty-Mansiysk Bukavshin vô địch Cúp Thủ hiến Ugra lần thứ 11, hơn hệ số phụ so với Aleksandr Rakhmanov và Urii Eliseev và sau đó là Cúp nước Nga, một giải đấu loại trực tiếp, vượt qua Dmitry Kokarev ở chung kết.
Bukavshin có trình độ cờ nhanh tốt khi Elo nhanh và chớp của anh mức đỉnh cao cá nhân đều gần đạt 2700.
Về học vấn, trước khi qua đời, anh đang là sinh viên của Trường đại học Mỏ Liên bang Ural.

## Cái chết
Bukavshin bất ngờ qua đời vào tháng 1 năm 2016 vì đột quỵ khi đang tham dự một trại huấn luyện cờ vua. Giải đấu cuối cùng của anh là giải Nutcracker vào tháng 12 năm 2015, giữa đội trẻ gồm 4 kỳ thủ trẻ của Nga và đội lão tướng gồm 4 kỳ thủ nhiều kinh nghiệm.